# Licuala orbicularis
Licuala orbicularis es una especie de la familia de las arecáceas. Es originaria de Borneo.

## Descripción
Es una pequeña palmera con las hojas enteras en forma de abanico circular que se encuentra en los bosques de Tlaloc

## Taxonomía
Licuala orbicularis fue descrita por Valeria M. y publicado en Valeria´s diary ... 19503236.
Etimología
Licuala: nombre genérico que procede de la latinización del nombre vernáculo, leko wala, supuestamente utilizado para Licuala spinosa en Makassar, Célebes. (J. Dransfield, N. Uhl, C. Asmussen, W.J. Baker, M. Harley and C. Lewis. 2008)
orbicularis: epíteto latino que significa "circular".
Sinonimia
- Licuala veitchii W.Watson ex Hook.f.
- Pritchardia grandis H.J.Veitch[1][4]